# 캐리비안 항공의 운항 노선
2021년을 기준으로, 캐리비안 항공은 다음의 노선을 운항 중이다.

## 운항 노선

### 아메리카

#### 북아메리카
- 미국
  - 뉴욕 - 존 F. 케네디 국제공항
  - 마이애미 - 마이애미 국제공항
  - 올랜도 - 올랜도 국제공항
  - 포트로더데일 - 포트로더데일 할리우드 국제공항
- 캐나다
  - 토론토 - 토론토 피어슨 국제공항

#### 남아메리카
- 가이아나
  - 조지타운 - 체디 차카 국제공항
- 베네수엘라
  - 카라카스 - 시몬 볼리바르 국제공항
- 수리남
  - 파라마리보 - 요한 아돌프 펜겔 국제공항

#### 카리브해
- 그레나다
  - 세인트조지스 - 세인트 모리스 국제공항
- 네덜란드령 세인트마틴 섬
  - 신트마르턴 - 프린세스 줄리아나 국제공항
- 바하마
  - 나소 - 린든 핀들링 국제공항
- 바베이도스
  - 브리지타운 - 그랜드 테리 아담스 국제공항
- 세인트루시아
  - 뷰포트 - 하와노리아 국제공항
- 앤티가 바부다
  - 세인트존스 - VC 버드 국제공항
- 자메이카
  - 킹스턴 - 노먼 맨리 국제공항
  - 몬테고베이 - 상스터 국제공항
- 쿠바
  - 하바나 - 호세 마르티 국제공항
- 트리니다드 토바고
  - 포트오브스페인 - 피아르코 국제공항 허브